# Luis Carrero Blanco meggyilkolása
Luis Carrero Blanco meggyilkolását (kódnevén Operación Ogro (magyarul:Ogre művelet)) a baszk szeparatista ETA terrorszervezet követte el 1973. december 20-án Madridban. A spanyol miniszterelnök életét egy pokolgép oltotta ki. Ez volt az ETA második szervezett merénylete, az elsőt 1968-ban követte el, amikor tagjai megölték Melitón Manzanast, San Sebastián rendőrfőnökét.

## Előkészületek

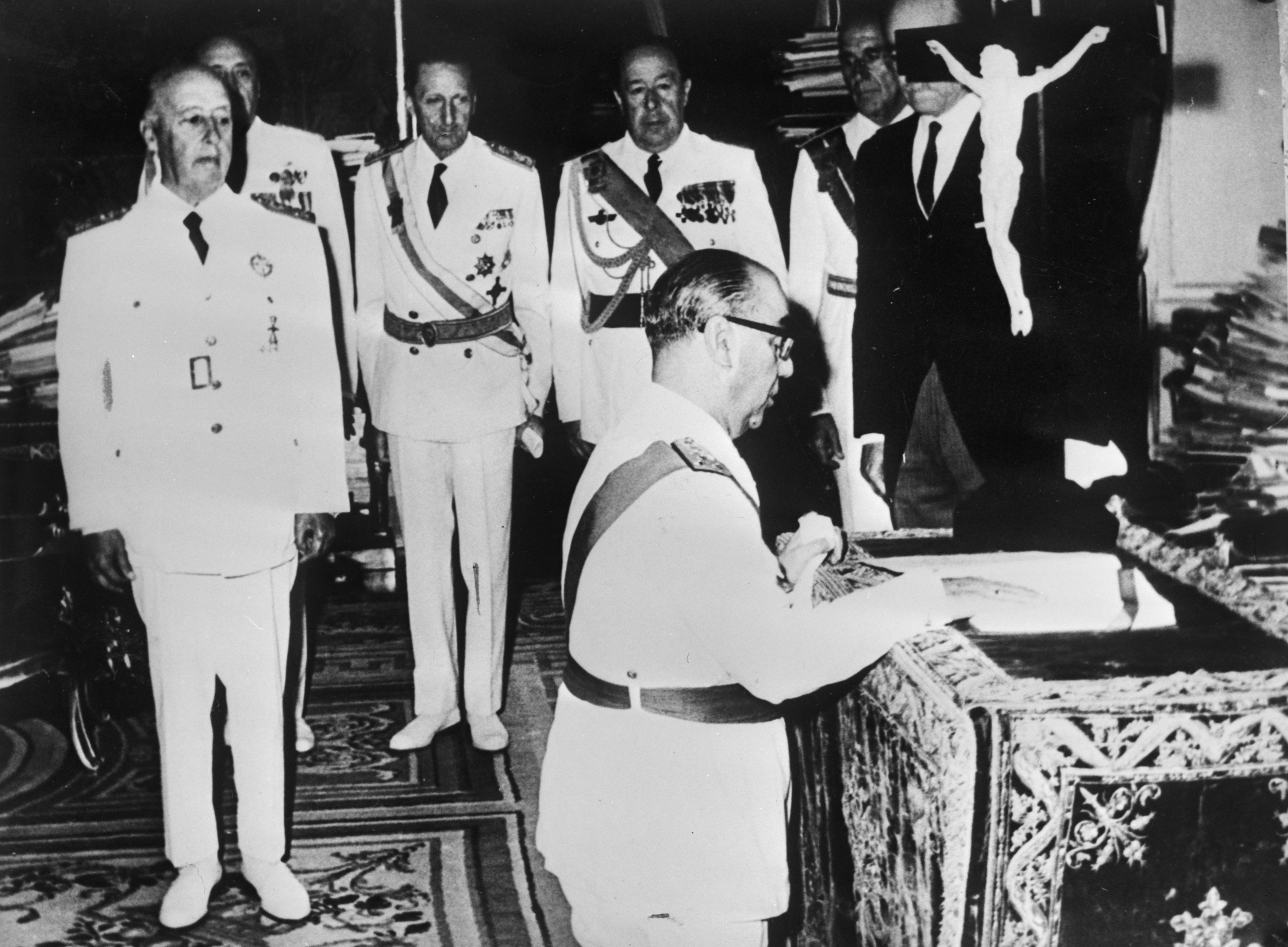
Blanco (k) leteszi a miniszterelnöki esküt, balra Francisco Franco

1972-ben José Miguel Beñara (fedőneve Argala) többször Madridba utazott, hogy kapcsolatokat építsen ki a spanyol baloldallal, infrastruktúrát építsen ki a fővárosban és felkutassa a lehetőségét egy támadásnak, amellyel enyhíthetnék a szervezetére Baszkföldön nehezedő nyomást. Sikerült felvennie a kapcsolatot két baloldali aktivistával, aki elhagyta a spanyol kommunista pártot: Eva Foresttel és férjével, a színműíró Alfonso Sastrével. Beñara meggyőzte őket, hogy az ETA is az általuk támogatott globális antiimperialista harc része.
Beñara Foresttől tudta meg, hogy Carrero Blanco miniszterelnök-helyettes mindennap ugyanazon az útvonalon megy misére, és mindössze egy testőr kíséri. Először úgy gondolták, hogy elrabolják a politikust, és 150 bebörtönzött ETA-tag szabadon bocsátását követelik. José Miguel Beñara, Ignacio Pérez Beotegi (Wilson) és Javier Larreategi (Atxulo) Madridba költözött, hogy kidolgozzák az akció tervét.
Úgy gondolták, hogy a templomban, imádkozás közben csapnak le Carrero Blancóra. Ingatlanokat béreltek a Santiago Bernabéu stadion közelében, ahol a túszt akarták tartani. Június 9-én Francisco Franco elnök váratlanul kormányfőnek nevezte ki Carrero Blancót. Mivel attól tartottak, hogy ez kíséretének megerősítésével jár, úgy döntöttek, inkább megölik.
Júniusban Madridba utazott a Txikia-kommandó – amely az ETA áprilisban Algortában agyonlőtt vezetőjéről, Eustakio Mendizabalról (Txikia) kapta a nevét –, Jesús Zugarramurdi (Kiskur), José Miguel Beñara, Javier Larreategi és az új vezető, Josu Urrutikoetxea (Josu Ternera). Beñara novemberben észrevette, hogy van egy kiadó földszinti helyiség a Claudio Coello utca 104-es házában. Úgy döntöttek kiveszik, és ásnak onnan egy alagutat az úttest alá.
Javier Larreategi szobrásznak mondva magát, kivette a helyiséget. Az álfoglalkozást azért találták ki, hogy legyen mire fogni az alagútkészítés zaját. November végén az ETA vezetői decemberre tűzték ki az akció időpontját, és átadták a robbanóanyagot. A merényletet eredetileg december 19-én akarták végrehajtani, de másnapra halasztották, mert aznap Henry Kissinger amerikai külügyminiszter Madridban tárgyalt, és az amerikai nagykövetség nagyon közel volt a támadás helyszínéhez. December 20-án reggel 8 órakor elhelyezték az alagútban a 75 kilogramm robbanóanyagot, és elfoglalták helyüket.

## A merénylet
Fél 10 után öt perccel a Claudio Coello utcában megjelent a Carrero Blanco spanyol miniszterelnököt szállító fekete színű, több mint 2300 kilós Dodge Dart típusú autó. A gépkocsiban a miniszterelnökön kívül a sofőr és egy testőr tartózkodott. Amikor elérte a 104-es számot, Jesús Zugarramurdi megadta a jelet José Miguel Beñarának, aki az elektromos művek overalljában egy létrán állt. Beñarán működésbe hozta a pokolgépet, amely a Dodge alatt robbant fel.
A robbanás olyan erős volt, hogy az autó 35 méter magasra repült, át a jezsuiták épülete felett. Egy ideig a párkányon billeget, majd lezuhant a belső udvarba. A két merénylő azt kezdte kiabálni, hogy gáz, gáz!, mintha gázrobbanás történt volna, és a Diego de León utca felé kezdtek szaladni. A Lagasca utca sarkán egy autó várt rájuk Javier Larreategivel a kormánynál. A Miguel Ángel utcán, a rendőrakadémia előtt álltak meg, ahol autót cserélték, majd a rejtekhelyükre, az alcorcóni Hogar utcába mentek. Carrero Blanco a robbantás után nagyjából háromnegyed órával halt meg a kórházban. Két társa szintén túlélte a támadást, de kevéssel utána meghalt.

## A támadás után
A spanyol állami hírügynökség csak délután öt után számolt be a merényletről. Este 11 órakor az ETA magára vállalta a felelősséget a Radio Paris által. Egy órával később Torcuato Fernández-Miranda miniszterelnök-helyettes megerősítette a hírt. A három elkövető a hónap végéig az alcoróni lakásban tartózkodott, majd madridi kapcsolatuk, Eva Forest segítségével egy teherautó Hondarribiába, egy baszk határfaluba vitte őket. Onnan, a Bidasoa határfolyón átkelve, Franciaországba szöktek. Később széles körben elterjedt egy mítosz, hogy a CIA áll a merénylet mögött.
Az elkövetők közül csak Eva Forest került börtönbe a merénylet után kilenc hónappal. 1977-ben az amnesztiarendelet értelmében szabadon bocsátották. José Miguel Beñaránt az akció után öt évvel a Batallón Vasco Español spanyol paramilitarista csoport autóba rejtett pokolgéppel megölte. Javier Larreategi az ETA nemzetközi szárnyának parancsnoka lett, 1994-ben néhány hónapot börtönben töltött, de az amnesztiatörvény miatt nem ítélték el a merénylet miatt. 2008-ban rákban halt meg. Jesús Zugarramurdi még él, miután 1984-ben sikertelenül próbálta meggyilkolni egy titkos kormányzati antiterrorista egység.